# Csákány-patak
A Csákány-patak a Gerecsében ered, Komárom-Esztergom vármegyében, mintegy 290 méteres tengerszint feletti magasságban. A patak forrásától kezdve észak-északkeleti irányban halad, majd Tatabányánál eléri a Galla-patakot.
A patak régebben a Vértesben eredt, a Béla-forrásnál, majd az ennek a forrásnak vize által kimosott Mária-szakadékon haladt keresztül. Ma a szakadékban vezet az Országos Kéktúra 10-es számú túraútvonala. A Béla-forrás közelében van Tatabánya egyik településrésze, Körtvélyespuszta, melynek temetője közvetlenül az egykori patakmeder mellett fekszik. A patak a Vértesből lefelé még érinti útja során Csákányospusztát, ahol XIII. századi kápolna romjai találhatóak. 

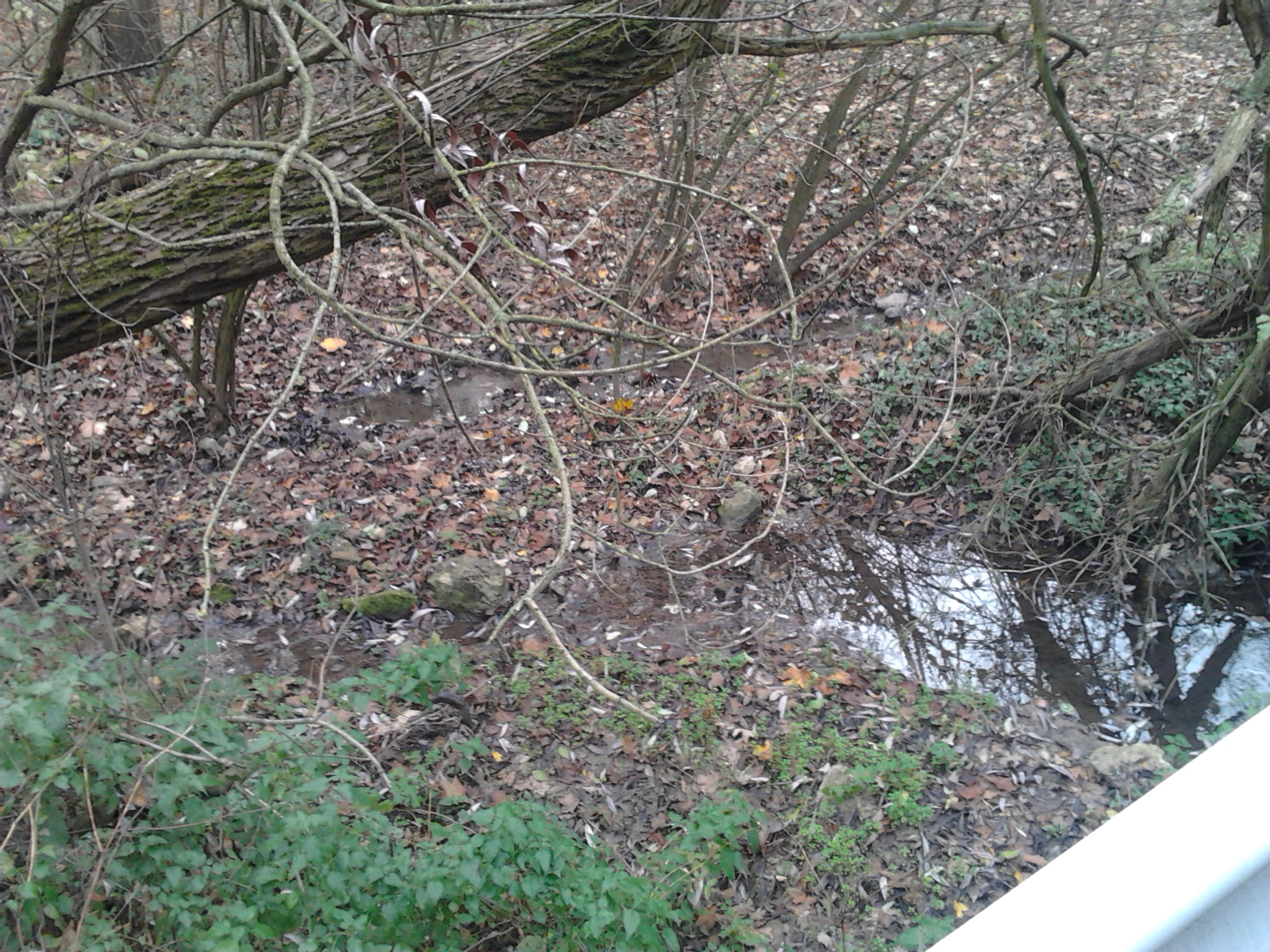
A Csákány-patak Szárligettől nyugatra

## Part menti települések
- Szárliget
- Tatabánya

## Képgaléria

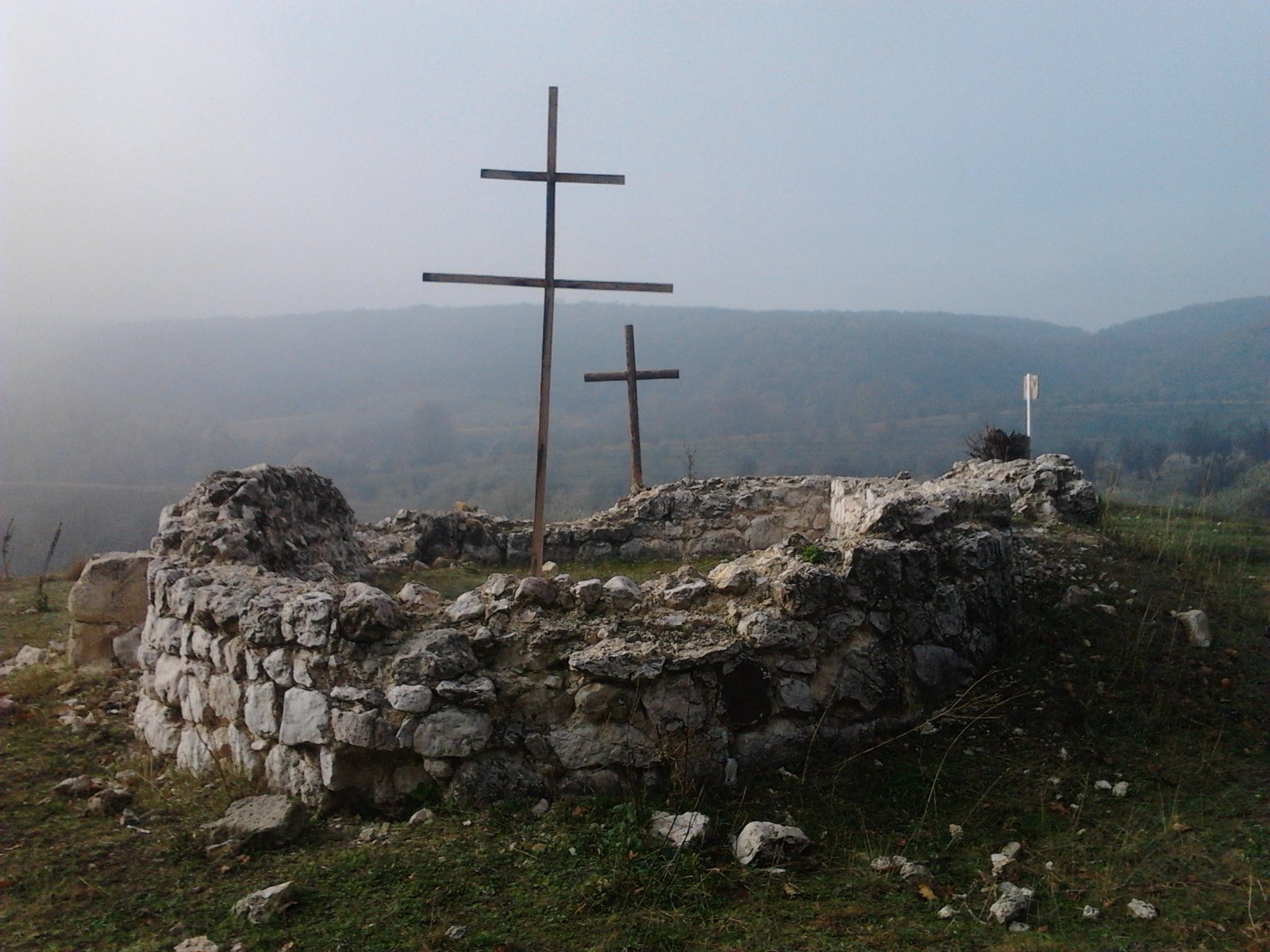
Csákányosegyháza egykori kápolnájának maradványai
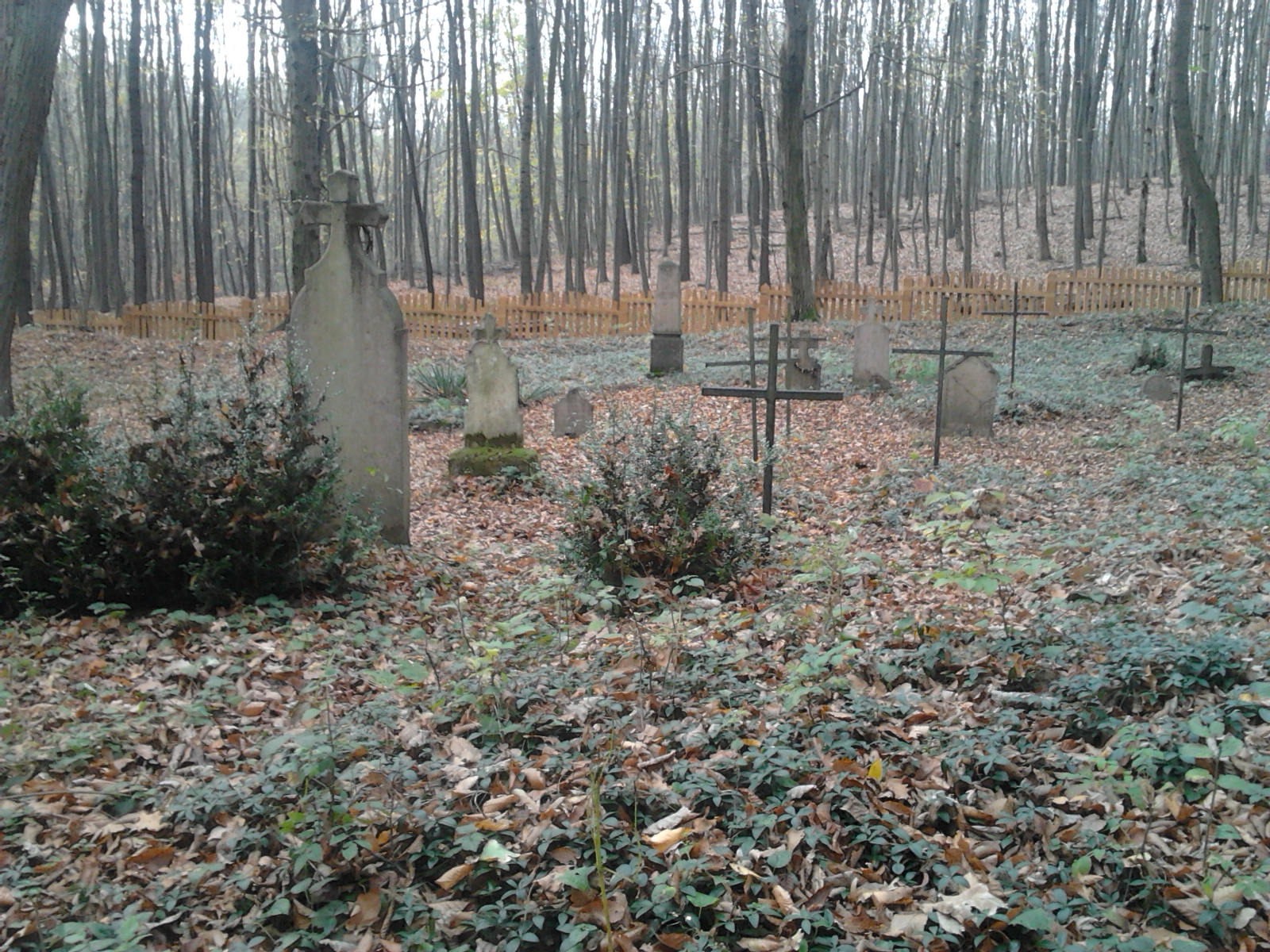
A körtvélyespusztai erdei temető
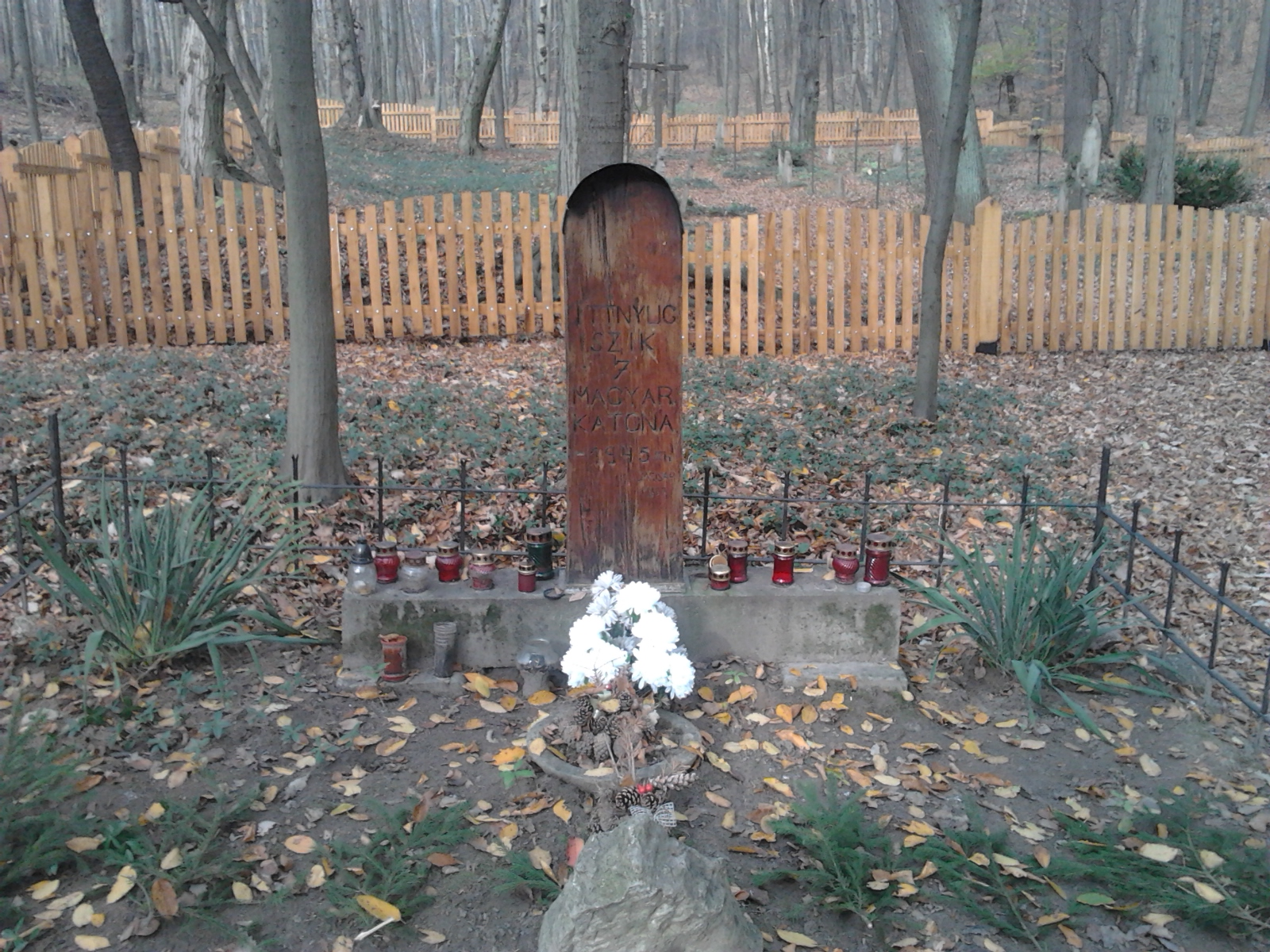
Katonasír a temető mellett
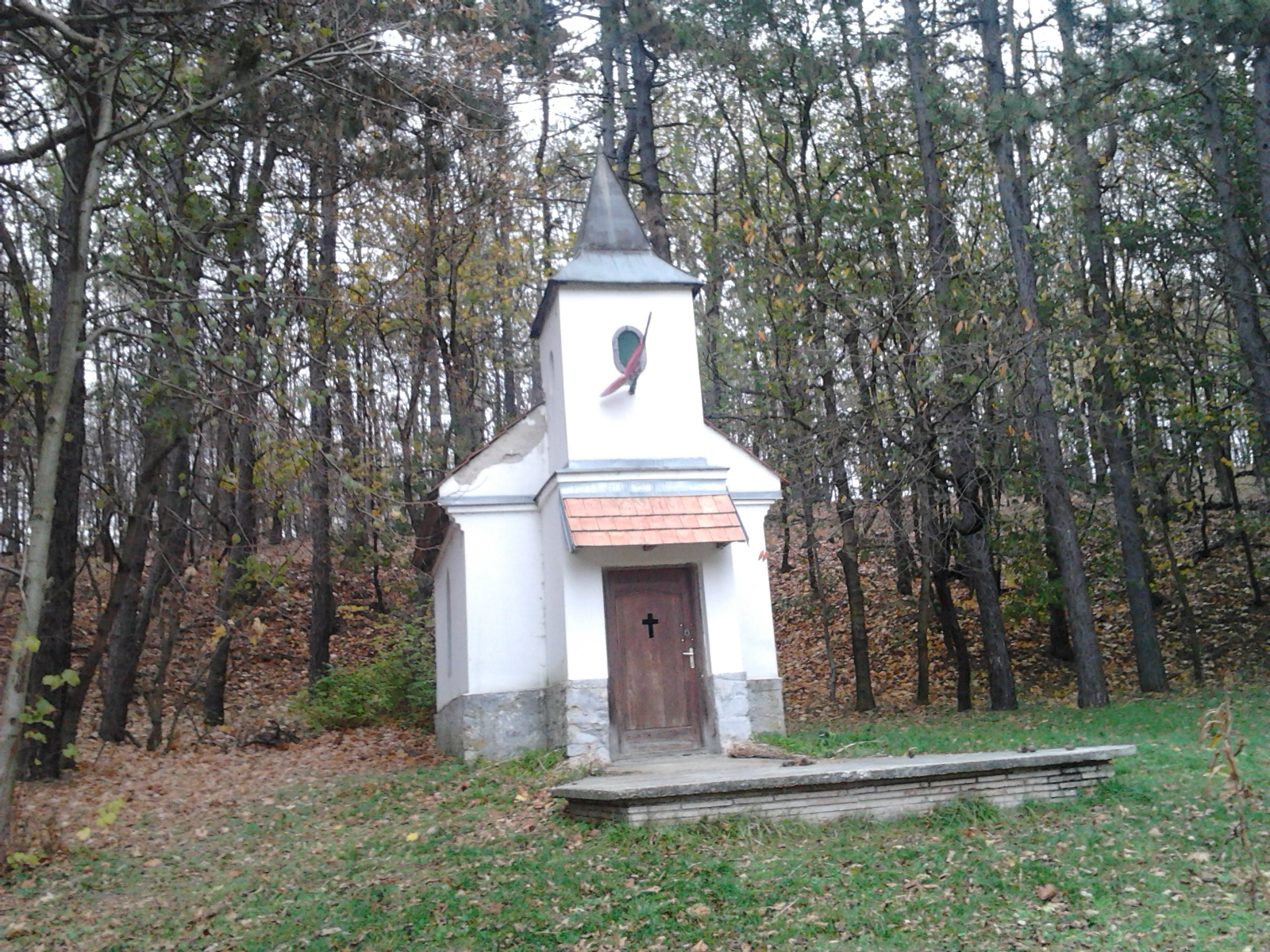
A körtvélyespusztai kápolna homlokzata
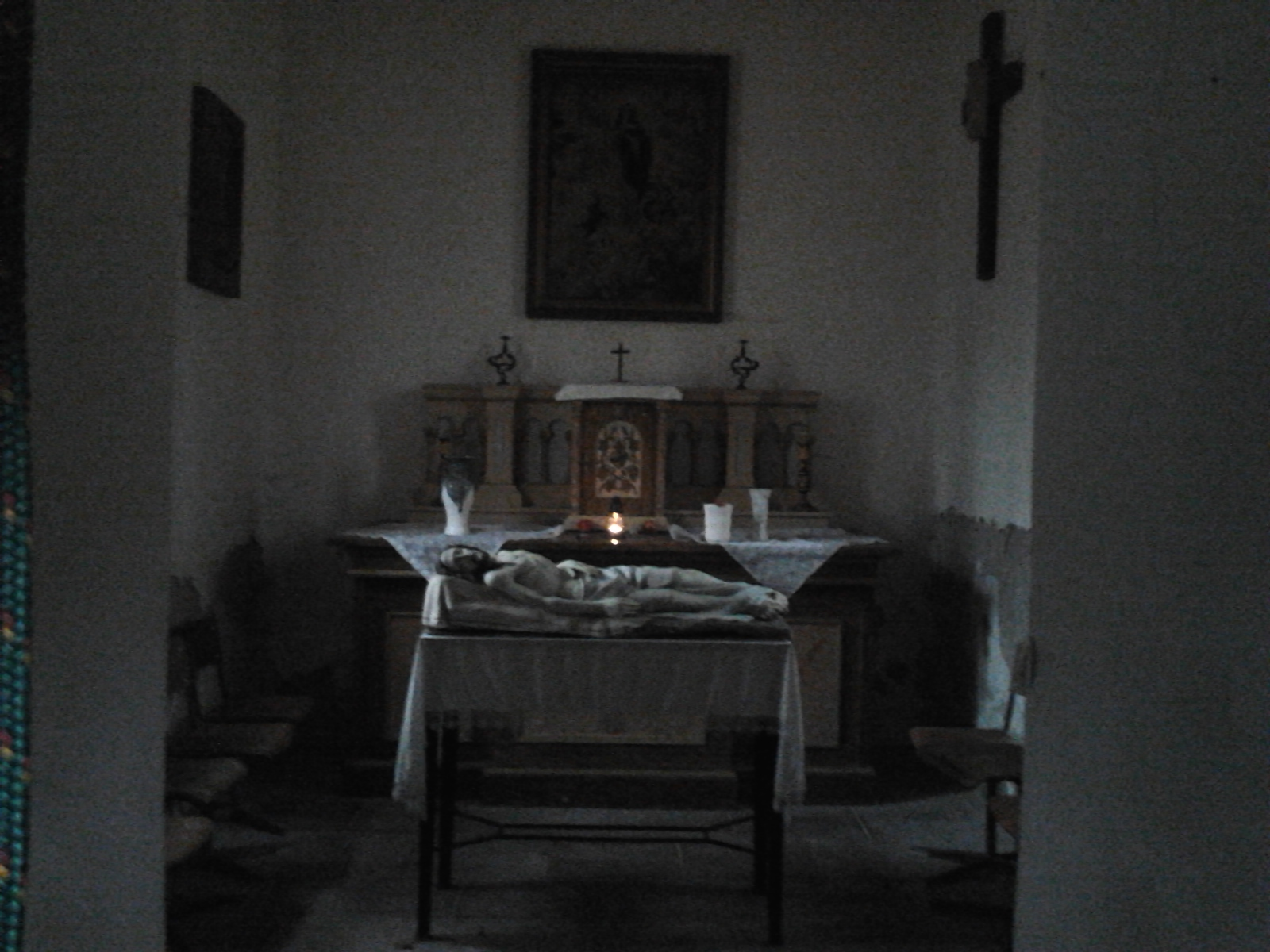
A körtvélyespusztai kápolna templombelsője